# Municipio de Newark (Iowa)
El municipio de Newark (en inglés: Newark Township) es un municipio ubicado en el condado de Webster en el estado estadounidense de Iowa. En el año 2010 tenía una población de 311 habitantes y una densidad poblacional de 3,33 personas por km².

## Geografía
El municipio de Newark se encuentra ubicado en las coordenadas 42°36′5″N 94°1′51″O / 42.60139, -94.03083. Según la Oficina del Censo de los Estados Unidos, el municipio tiene una superficie total de 93.49 km², de la cual 93.49 km² corresponden a tierra firme y (0%) 0 km² es agua.

## Demografía
Según el censo de 2010, había 311 personas residiendo en el municipio de Newark. La densidad de población era de 3,33 hab./km². De los 311 habitantes, el municipio de Newark estaba compuesto por el 96.46% blancos, el 0.64% eran asiáticos, el 1.61% eran de otras razas y el 1.29% pertenecían a dos o más razas. Del total de la población el 3.54% eran hispanos o latinos de cualquier raza.